# 昂坪生態飛索滑行之旅
昂坪生態飛索滑行之旅是一項由於英國註冊的公司Zip Adventures Ltd.計劃於香港興建及營業運作的旅遊景點，擬定地址位於新界大嶼山昂坪北大嶼山郊野公園政府用地範圍內的0.26公頃。計劃於2012年10月20日被漁農自然護理署轄下的郊野公園及海岸公園委員會以項目不合乎郊野公園供予香港市民免費使用原則及破壞生態環境為理由而否決，該公司正在研究改善方案後再度提交計劃書予上述部門審議。
根據計劃，參加者可以被扣弦在一組由鋼柱及纜索組成的安全裝置，勾在索道上「飛行」，飽覽大嶼山的景色。飛索滑行之旅的起點及終點均設於昂坪360纜車站附近，設施包括兩組跨過山谷，各長300米的飛索滑道，連接長約1公里的遠足步行徑，以及一條跨越深屈峽的50米長吊橋，覆蓋範圍約0.26公頃。遊客首先由昂坪站步行約300米至起點，沿300米索道滑往zip 1雲際站，再步往zip 2雲際站，滑往彌勒山，最後跨越吊橋至終點，約需時一個半小時，收費為195港元；公司預計設施每日可以接待480名參加者。

## 歷史

### 計劃
2012年10月，於英國註冊的Zip Adventures Ltd.計劃於昂坪360纜車站旁邊興建歷奇活動設施，推廣在外國郊區盛行的飛索滑行旅程（Zipline tour）。該計劃涉及0.26公頃的北大嶼山郊野公園政府用地。同月17日，該公司向漁農自然護理署轄下的郊野公園及海岸公園委員會遞交籌備了逾年的計劃書，建議在大嶼山昂坪站旁邊興建項目。

### 否決
根據漁農自然護理署文件指出，項目屬於收費活動，以往從未有容許在郊野公園園內政府土地作出商業用途的先例，又指出，若果該項目只是限制付費遊客才可以使用項目範圍內的步行徑及設施，會引起香港社會爭議。同日，郊野公園及海岸公園委員會接收了計劃書及進行討論，最終認為於郊野公園內政府土地作為商業用途不合適，是故反對。委員吳振揚質疑計劃書有誤導性，指出項目根本不屬於生態旅遊，委員會一旦批准了此個項目，將會是首個及開創相當壞的先例。趙麗霞教授亦認同保護自然環境的重要性，但是表示飛索滑道是一個好的構思，建議可以另外尋覓選擇地址，以增加香港作為旅遊城市的吸引力。對於項目，旅遊事務署與昂坪360均表示支持，會上亦有委員建議在太平山興建，或者與海洋公園合作。

### 改善計劃
對於計劃被否決，提議公司表示將會邀請不同團體參與討論改善方案，並且與不同的環境保護團體及昂坪360探討未來開辦設施的可行性及改善方案，有待詳細環境評估發布後再重新提交計劃書。該公司強調不會放棄在香港推行計劃，強調設施佔地甚少，而且工程不在選擇地址進行，亦不會對生態環境造成重大影響，該公司落成後將會為到低收入人士 (包括家庭及學生等) 提供門票優惠。此外，計劃亦建議將增設的行山徑供予公眾免費使用；並且考慮利用部分盈利成立與環境生態相關的保育基金，以及定期舉辦導賞團，由兩位團長指導約10名遊客，確保遊客於參與活動期間不會作出危害環境的行為。

## 相關參見
- 昂坪360